# Schloss Grünsfeld

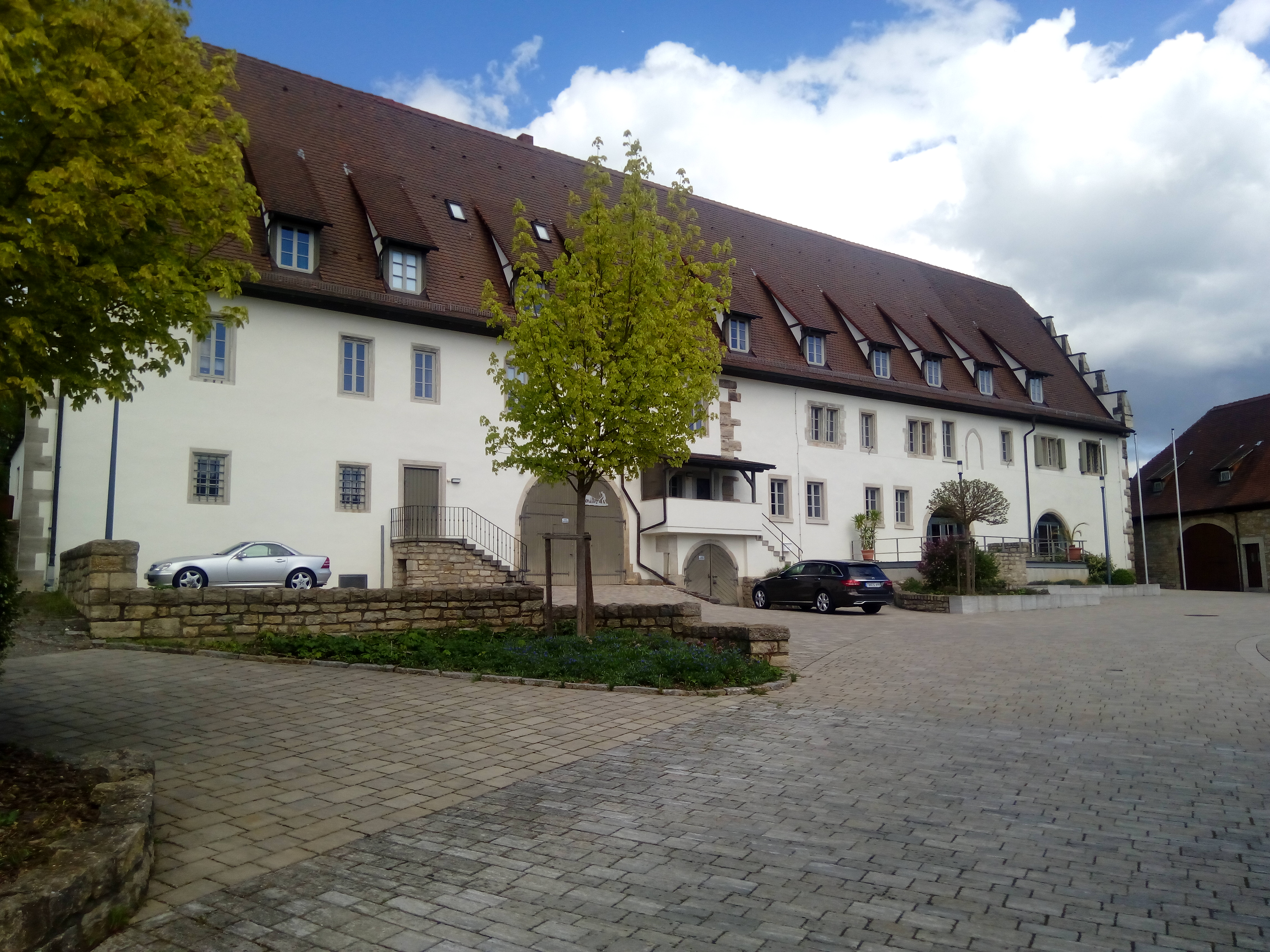
Ehemaliger Ostflügel des Schlosses, der als Zehntscheune genutzt wurde

Das Schloss Grünsfeld, auch Burg Grünsfeld, ist ein teilweise erhaltenes Schloss in Grünsfeld im Main-Tauber-Kreis in Baden-Württemberg.

## Geschichte
Die ehemalige Grünsfelder Burg wurde etwa ab dem Jahre 1215 von den Grafen von Rieneck mit Türmen und Zugbrücke, der Nikolauskapelle sowie einem Lagergebäude und einem Keller für Getreide und Wein erbaut. Die Burg wurde im Laufe der Zeit mehrfach umgebaut. Das Schloss Grünsfeld wurde im Jahre 1280 urkundlich erwähnt. In den Jahren 1482/87 wurden Aus- und Umbauten durchgeführt. Im Jahre 1525 wurde das Schloss im Deutschen Bauernkrieg überwiegend zerstört.
Im Dreißigjährigen Krieg von 1618 bis 1648 wechselten die Besitzer häufig. Mal waren es die Schweden, mal die Kaiserlichen, die sich einquartieren, was zu großen finanziellen Belastungen führte. Während des Krieges war die Burg Hauptquartier von Graf Tilly, dem obersten Heerführer der Katholischen Liga und der kaiserlichen Truppen. Gegen Ende des Krieges suchten ab 1642 die Bewohner der umliegenden Amtsdörfer den Schutz der Stadtmauern. Die Burg, welche zunächst im 16. und 17. Jahrhundert noch mehrfach renoviert wurde, verfiel nach dem Dreißigjährigen Krieg teilweise und wurde bis auf die Zehntscheune abgebrochen.
Erhalten sind heute nur noch zwei Tortürme, Wehranlagen und ein langgestreckter Ostflügel mit Buckelquadern und gotischem Staffelgiebel, der als Zehntgebäude genutzt wurde. Im 1. Stock des ehemaligen Zehntgebäudes befindet sich eine Dauerausstellung zur Geschichte der Stadt Grünsfeld von der Ur- und Frühgeschichte bis in die Neuzeit.